# إس كيه إس
أس كي أس أو سيمينوف هي بندقية نصف آلية سوفياتية صممها سيرجي سيمونوف في عام 1945. اسمها رسميا " Samozaryadnyi Karabin sistemi Simonova" أو «البندقية نصف الآلية سيمونوفا»، تم اعتمادها في عام 1949 من قبل الجيش الأحمر إلى جانب بندقية الكلاشينكوف
مع إنتاج كميات كبيرة من بنادق الاقتحام الجديدة، تراجعت أس كي أس عن خط المواجهة لكنها ظلت سلاح وحدات جنود الاحتياط وأصبحت تستخدم في الاحتفالات. تم تصديرها على نطاق واسع وكانت تنتجها العديد من بلدان حلف وارسو السابق. من بين هذه هي GDR (Karabiner S.)، وألبانيا (بندقية 10 يوليو) وفيتنام الشمالية (نوع 1). بدأت بولندا ورومانيا تصنيع (49 WZ ونموذج 56) ولكن تخلى عن فكرة بسرعة. فقط الصين وكوريا الشمالية ويوغوسلافيا تعديله بعض الشيء. هي عليه الآن (2006) بشعبية كبيرة على الأسلحة الفائضة السوق المدنية

## المستخدمون
- أفغانستان[1]
- ألبانيا[1]
- الجزائر[1]
- أنغولا[1]
- بنغلاديش[1]
- روسيا البيضاء[2][3]
- بنين[1]
- بلغاريا:[1] (وحدة الحرس الوطني البلغاري)
- كمبوديا[1]
- الرأس الأخضر[1]
- الصين[4]
- جزر القمر[1]
- كرواتيا[5]
- كوبا:[6] استعمالات محدودة لأغراض احتفالية.
- جمهورية التشيك[7]
- ألمانيا الشرقية ألمانيا الشرقية
- مصر[1][8]
- غينيا الاستوائية[1]
- غينيا[1]
- غينيا بيساو[1]
- غيانا[1]
- المجر[1]
- إندونيسيا: (استخدمت سابقا)[9]
- العراق[7]
- كازاخستان[10]
- كوسوفو[7]
- قيرغيزستان[7]
- لاوس[1]
- ليبيا[1]
- مقدونيا[7]
- مالي[7]
- مولدوفا[7]
- منغوليا[11]
- موزمبيق[1]
- كوريا الشمالية[1][4]
- عمان[8]
- بولندا[12][13]
- رومانيا[14]
- روسيا: (تستعمل في وحدات وزارة الداخلية الروسية)[15]
- رواندا[16]
- ساو تومي وبرينسيب[1]
- صربيا[7]
- سيشل[1]
- سيراليون[1]
- سلوفينيا[7]
- الاتحاد السوفييتي (استخدمت سابقا) [بحاجة لمصدر]
- سريلانكا[1]
- السودان[1]
- سوريا[7]
- طاجيكستان[17]
- تنزانيا[1]
- تركمانستان[18][19]
- أوغندا[1]
- أوكرانيا[20]
- أوزبكستان[21][22]
- فيتنام[1]
- اليمن[8]
- يوغوسلافيا[1][4] (استخدمت سابقا)
- زيمبابوي[7]